# Nina Milkina
Pour les articles homonymes, voir Milkin.
Nina Milkina (en russe : Нина Милкина ; Moscou, 27 janvier 1919 – Londres, 29 novembre 2006) est une pianiste classique d'origine russe, installée à Londres. Elle est une des représentantes de la vieille école de grandes virtuoses et réputée pour ses interprétations de Mozart et surtout de Chopin.

## Biographie
Nina Milkina naît en Russie. Sa mère est une harpiste et son père est un peintre, Jacques Milkin (1877–1944) — un élève d'Ilia Répine — ami de Chagall, qui réalise les portraits de Prokofiev et Moussorgski. Avec sa famille, elle quitte définitivement son pays natal en 1926, pour Paris et ensuite s'installe à Londres.
À Paris, elle entre au Conservatoire de Paris dans la classe de Leon Connus (Lev Conus, 1871–1944), élève et ami de Rachmaninoff, ancien professeur du conservatoire de Moscou et émigré à Paris depuis 1921 ; puis avec Marguerite Long. Elle étudie également la composition, d'abord avec Leonid Sabaniev puis, dès 1932 avec un autre expatrié, Alexandre Glazounov. Elle joue pour Rachmaninov lorsqu'elle a dix ans, se produit pour la première fois en concert à onze, avec l'Orchestre Lamoureux et publie sa première composition, « My Toys » chez Boosey & Hawkes.
Dans la décennie des années 1930, elle s'installe à Belsize Park à Londres, où résident déjà ses grands parents. Dans le même immeuble — elle au dessus et lui en bas — habitait également le pianiste Clifford Curzon qui l'admire. À Londres dès ses huit ans elle prend des cours avec plusieurs pianistes et pédagogues : Tobias Matthay, sa fille adoptive et Harold Craxton, ce dernier restant son mentor jusqu'à son décès, en 1971.
Nina Milkina se consacre assidûment à l'interprétation de l'œuvre de Mozart. En 1938, elle est engagée par Thomas Beecham pour jouer le concerto pour piano no 17, K.453 de Mozart. Elle fait ses débuts radiophoniques pour la BBC pendant la guerre et en 1946, dans une série d'émissions hebdomadaires (pour Radio 3 nouvellement créée), dans laquelle elle interprète l'intégrale des sonates pour piano. Quelques années plus tard, lors du Festival d'Édimbourg — qu'elle fréquente régulièrement de 1951 à 1966 — elle joue un récital commémoratif du bicentenaire de la naissance du compositeur, à moitié sur piano, à moitié sur piano-forte.

### Seconde Guerre mondiale
Pendant la Seconde Guerre mondiale, elle se produit lors des concerts organisés par Myra Hess à la National Gallery. Elle joue le concerto pour deux pianos, K.365 avec Curzon en 1942. Au cours d'une visite à Bournemouth pour un récital, Milkina rencontre son futur mari, Alastair Sedgwick, alors dans l'armée. Le couple se marie en 1943. Elle est également soliste, sous la direction d'Henry Wood, pour les populaires Proms, notamment lors du dernier Prom de la guerre, au Royal Albert Hall, après l'explosion d'une bombe à proximité du théâtre.
Dans le même temps, ses parents Sophie et Jacques/Jacob Milkin, restés en France, sont déportés et assassinés dans les chambres à gaz par les nazis.

### Après guerre
C'est peut-être surtout avec Chopin que Nina Milkina a laissé une empreinte significative. Elle part d'une grande technique, acquise grâce à l'enseignement de Marguerite Long, mais issue aussi de son sentiment musical et de ses expériences. Le pianiste américain Craig Seppard, qui étudie avec elle, affirme qu'« elle était le summum du charme et de la culture, son professionnalisme et son attention à chaque note de la partition reflétaient la profondeur d'une personnalité en quête constante ». Dans la nécrologie du Monde, Marie-Aude Roux précise qu'elle « se distingue par un jeu élégant, d'une grande subtilité, et par un toucher raffiné ».
En tant que chambriste, elle joue avec la clarinettiste Thea King avec les London Mozart Players dès leur formation en 1949. À la suite de la naissance de ses enfants en 1958 et 1960, sa carrière commence à décliner.
Sa dernière grande représentation a lieu au Queen Elizabeth Hall en 1990, jouant le concerto pour piano n° 27, K.595 de Mozart, dans le cadre de l'anniversaire de la naissance de Mozart. Un cancer, l'année suivante, la contraint d'arrêter sa carrière. Elle se tourne vers l'enseignement et a pour élèves Murray Perahia et Leon McCawley (en).
Nina Milkina est une des grandes pianistes du XXe siècle au même titre que Joyce Hatto, Lili Kraus, Yvonne Lefébure, Tatiana Nikoláyeva, Maria Youdina, Monique Haas, Rosalyn Tureck, Guiomar Novaes, Myra Hess, Moura Lympany, Annie Fischer, Clara Haskil, Bella Davidovitch et Alicia de Larrocha.

## Compositions
- My Toys (1932) (OCLC 786250672)
- Two Fairy Tales (1932) Dédié à Tobias Matthay et Leon Connus (OCLC 786250694).
- Fête du Village (1932) (OCLC 155806318)
- Valse Caprice (1934) (OCLC 786251452)
- Marche-Burlesque (1933 ; éd. 1934) Dédié à Henri Büsser (OCLC 786251441).
- Sonatine (fin des années 1930)

Elle réalise également des cadences pour des concertos de Mozart.

## Enregistrements
Son mari, Alastair Sedgwick, dix ans après sa retraite de la scène, a voulu récupérer quelques-uns de ses enregistrements les plus importants, disponibles maintenant seulement par l'internet. Par exemple ses Mazurkas de Chopin, versions qui  peuvent se comparer avec les références d'Ignaz Friedman ou Arthur Rubinstein. Il existe aussi un enregistrement intitulé « Nina Milkina at the Wigmore Hall », qui présente des pièces allant de Bach à Prokofiev, permettant d'apprécier la transparence de ses interprétations en concert et qui contient six sonates de Scalatti à qui elle vouait une prédilection spéciale.
- Nina Milkina joue Mozart : Sonate pour piano K.330, 576, Adagio K 540, Rondo K. 511 (août 1987, ASV DCA 648) (OCLC 51994543)
- Scalatti, Sonates K. 29, 125, 208, 396, dans A Matthay miscellany : Enregistrements rares et inédits par Tobias Matthay et ses élèves (APR) (OCLC 881209877)
- Chopin, Mazurkas (Wigmore Hall, avril 1970, LP Pye Records TPLS 13088 / Unterschrift Classics)[8] (OCLC 820958245)
- Chopin, Préludes, op. 28 ; Nocturne en ut dièse mineur (1977, Unterschrift Classics)[9] (OCLC 41037345)

Nina Milkina a aussi enregistré pour Westminster Records au tournant des années 1950/1960 : 
- Carl Philipp Emanuel Bach, 4 sonates (1959, LP Westminster XWN 18853) (OCLC 4945777)
- Domenico Scarlatti, 12 sonates :  K. 29, 107, 125, 161, 190, 208, 381, 396, 447, 462, 507, 527 (c. 1958, LP Westminster XWN 18697) (OCLC 13176404)
- Domenico Scarlatti, 12 Sonates : K. 17, 20, 27, 107, 125, 141, 190, 262, 427, 430, 481, 507 (1973, Pye Records) (OCLC 19003695)
- Mozart, Sonate K.310 et Haydn, Sonate en mi mineur (1973, LP Pye Records TPLS 13021)